# Zerzer
Zerzer je priimek več znanih Slovencev:
- Janko Zerzer (*1935), učitelj, jezikoslovec, zgodovinar in manjšinski politik v Avstriji